# アンチマイシン
アンチマイシン（Antimycin）類は、土壌微生物ストレプトマイセス属細菌によって生産される二次代謝産物・抗生物質である。

## 化学構造
アンチマイシン類は特徴的な9員環ジラクトン構造と側鎖に3-ホルムアミドサリチル酸アミドを有する。

## 生合成
アンチマイシン類は非リボソームペプチド合成酵素（NRPS）/ポリケチド合成酵素（PKS）複合体によって生産される。この複合体はant遺伝子ファミリーによって遺伝的にコードされている。

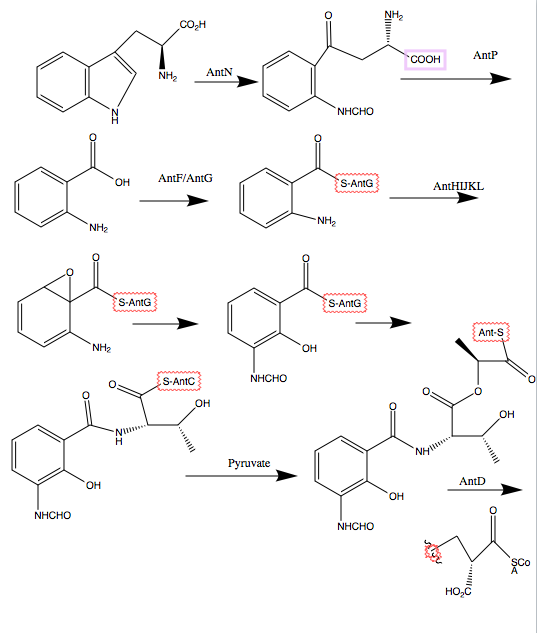
生合成その1
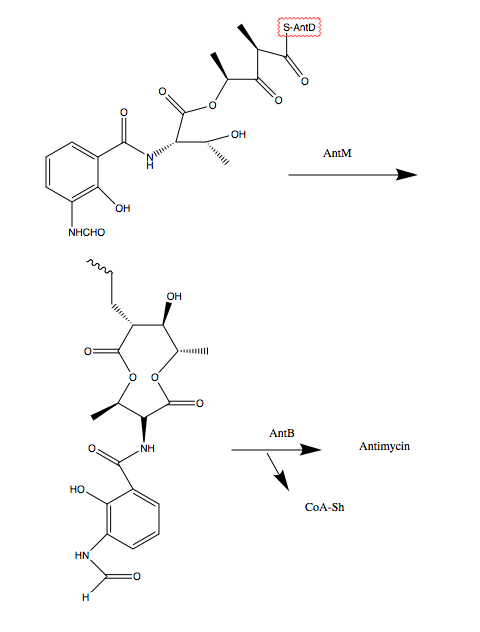
生合成その2